# Trasmettitore di Nauen
Il trasmettitore di Nauen (in tedesco Großfunkstelle Nauen o Sender Nauen) è il centro di radioemissione più antico al mondo tra quelli in attività. Ubicato nei pressi della cittadina tedesca di Nauen, nel Brandeburgo, fu costruito e attivato nel 1906 per conto della Telefunken, che lo utilizzò a scopo di ricerca e successivamente come stazione commerciale; col passare degli anni l'impianto è più volte passato di mano ed è stato impiegato per varie finalità, sia civili che militari, fino a essere stabilmente destinato alle trasmissioni radiofoniche in onde corte. Dal 2008 è gestito dalla compagnia privata Media Broadcast.

## Storia

### Le origini

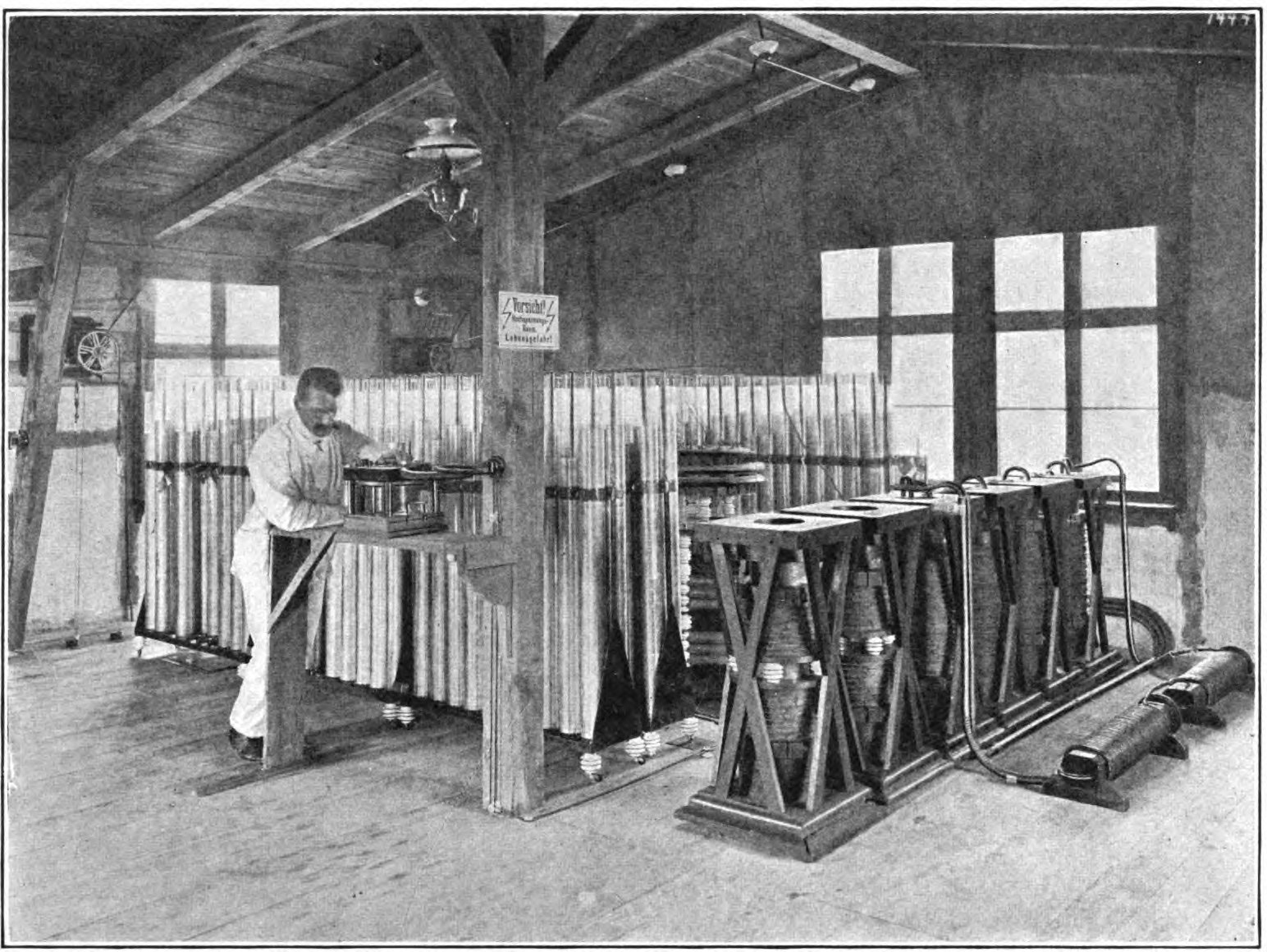
L'originario trasmettitore a scintilla da 25 kW costruito nel 1906: sono ben visibili a sinistra il banco di condensatori con bottiglie di Leida da 400 μF, a destra il cluster di spinterometri verticali

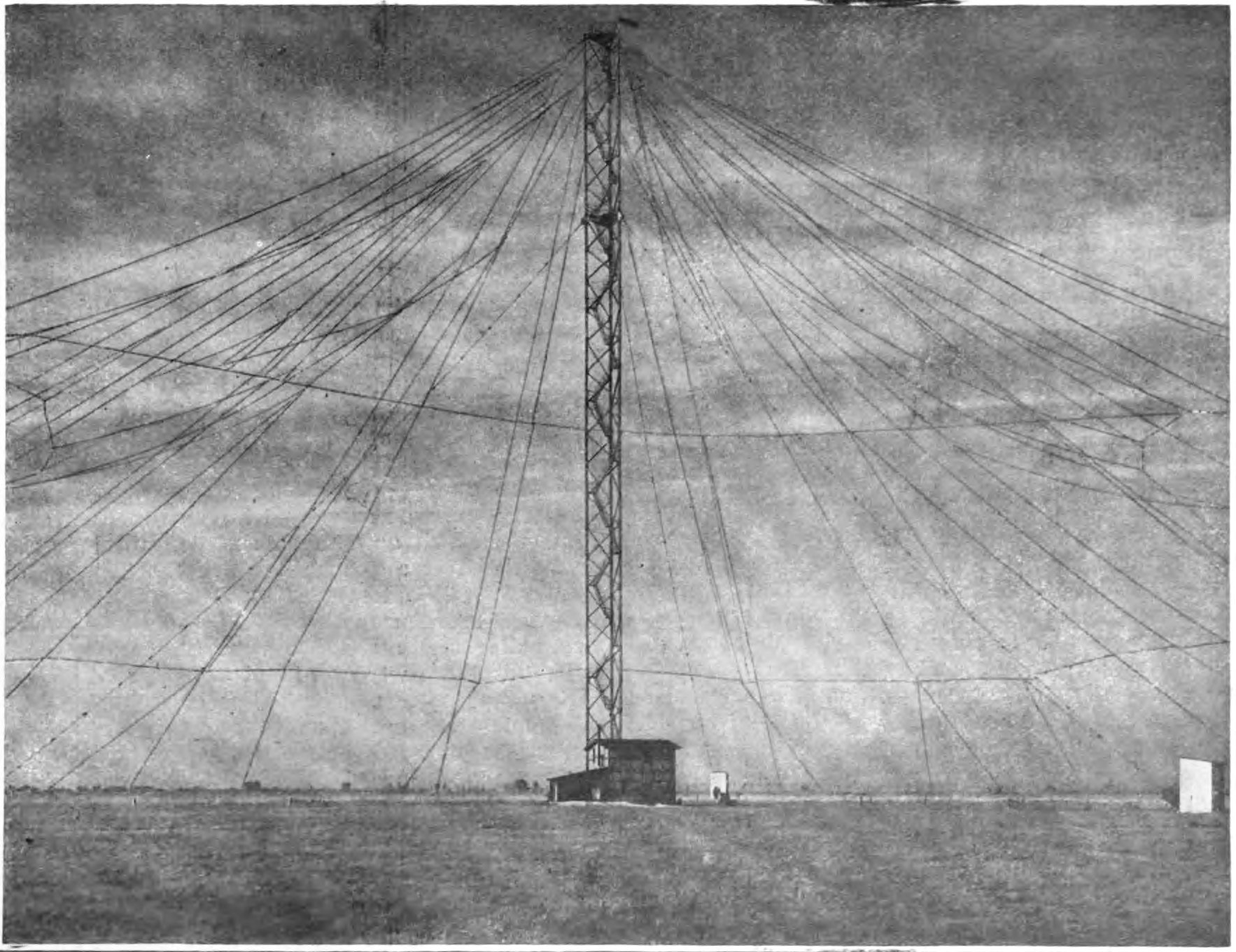
La primitiva antenna a ombrello, fotografata nel 1907

Il 1º aprile 1906 l'ingegnere Richard Hirsch, impiegato alla Telefunken, affittò 40 ettari di terreno a nord di Nauen per impiantarvi il primo trasmettitore radio ad alta potenza della Germania. Fu così costruita un'antenna a ombrello con isolamento galvanico (alcuni cavi che dal terreno erano collegati a un traliccio metallico alto circa 100 m), collegata a un trasmettitore a scintilla da 25 kW di potenza. I lavori furono finanziati dalle Poste tedesche, interessate a creare un collegamento strategico senza fili con le colonie tedesche d'oltremare, che potesse altresì cooperare a migliorare la ricetrasmissione di telegrammi da e per le Americhe.
Le prime prove di trasmissione in onde lunghe iniziarono il 9 agosto 1906 e il successivo 16 agosto l'impianto entrò ufficialmente in funzione. Le apparecchiature tecniche vennero alloggiate in una piccola baracca con muri a graticcio; dal momento che il sito non era allacciato alla rete elettrica, venne anche installata una piccola macchina a vapore da 35 cavalli, che azionava un generatore di corrente alternata a 50 Hz, con una potenza di 24 kVA. Il trasmettitore funzionava a frequenze di 75 – 100 kHz, con una potenza irradiata di circa 10 kW.
Nei primi test, i segnali trasmessi da Nauen vennero ricevuti dalle stazioni di Norddeich (a circa 300 km di distanza), Rigi-Scheidegg (a 700 km) e San Pietroburgo (a 1300 km).
Nel 1909 la stazione fu dotata di un nuovo trasmettitore a spinterometro, che permise di irradiare il segnale fino a 5000 km di distanza.
Nel 1911 Nauen (divenuta stazione commerciale e non più sperimentale) riuscì a stabilire un contatto radio con Kamina, nell'allora colonia tedesca del Togo. Nello stesso anno l'antenna fu raddoppiata in altezza, arrivando a 200 metri, ma il 31 marzo 1912 una violenta tempesta la distrusse; venne quindi sostituita con un impianto filare "a L" retto da due pali da 120 metri d'altezza l'uno, che entro fine anno diventarono cinque.

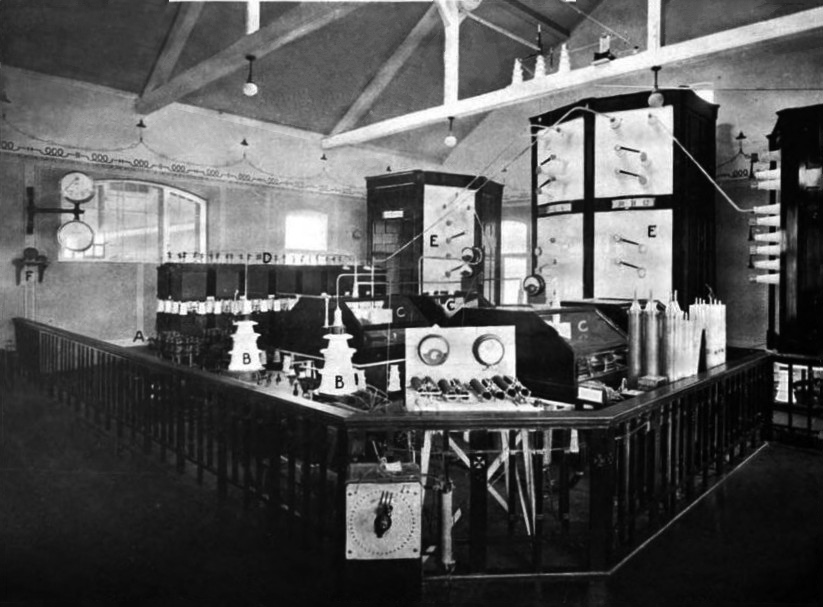
Il trasmettitore a spinterometri da 100 kW installato nel 1913

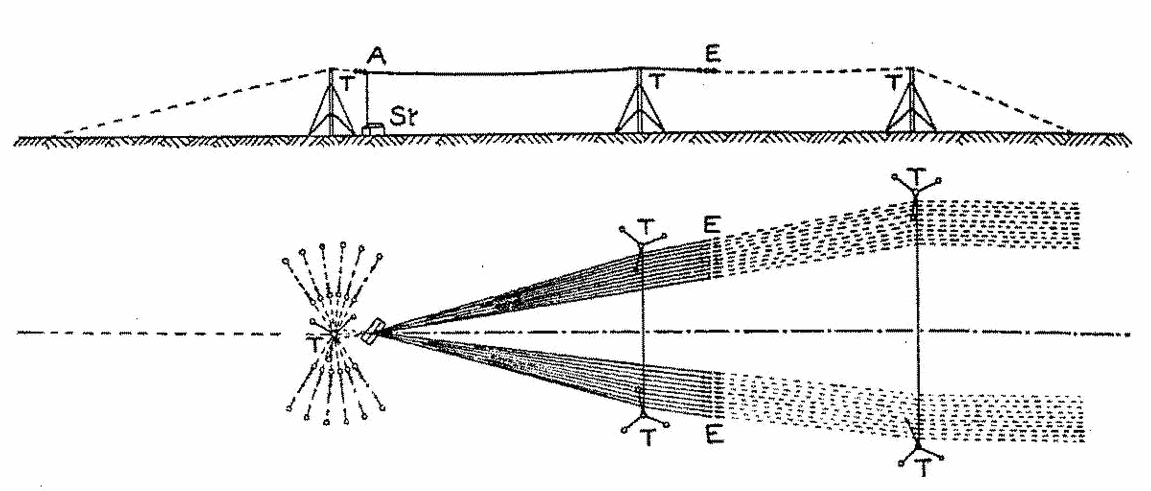
Schema dell'antenna filare "piatta" da 1037 m di lunghezza costruita nel 1913

Nel 1913 a Nauen fu installato un nuovo trasmettitore a spinterometro da 100 kW, rendendo la stazione la più potente al mondo dell'epoca; gli venne affiancato un alternatore di tipo "Alexanderson", con generazione di seconda armonica secondo il cosiddetto sistema Arco, che permetteva di realizzare trasmissioni radio a onda continua, rendendo possibile trasmettere anche durante il giorno da e per il centro radio di Sayville, negli Stati Uniti, dotato di apparecchiatura analoga (le altre stazioni con portata transatlantica, non dotate di simili ausili, potevano infatti trasmettere con successo solo nottetempo).
Il 10 febbraio 1914 fu installata a Nauen una nuova antenna direzionale "piatta", composta da 20 fili orizzontali paralleli (per una lunghezza totale di 1.037 metri), sostenuti da un palo alto 260 metri e due alti 120 metri; il raggio d'azione raggiunse così i 9000 km. Fu messo in funzione anche un trasmettitore radiotelefonico sperimentale da 6 kW, uno dei primi trasmettitori in onda media, che consentiva la comunicazione vocale con Vienna, distante 640 km. Allo stesso tempo venne ampliato l'edificio che ospitava le apparecchiature tecniche.
Il 13 marzo 1914 fu stabilito il primo contatto radio con la stazione di Windhoek, nell'allora Africa Tedesca del Sud-Ovest.

### Tra le guerre mondiali
Con lo scoppio della prima guerra mondiale, dal momento che i cavi telegrafici sottomarini da e per la Germania vennero tagliati dalle navi britanniche, la stazione di Nauen divenne un sito strategico e fu requisita dall'Ammiragliato (Reichsmarineamt); le antenne di Nauen trasmisero la notizia dello scoppio della guerra alle colonie tedesche, le cui stazioni a loro volta la rilanciarono, riuscendo così ad allertare numerose navi mercantili battenti bandiera del Reich. Per tutta la durata del conflitto l'impianto irradiò per due volte al giorno, con portata mondiale, il bollettino di notizie in lingua inglese Transocean.
Nel 1916, su istanza di Hans Bredow (allora direttore della Telefunken e successivamente commissario della Reichs-Rundfunk-Gesellschaft), la stazione fu ampliata con l'aggiunta di nuove antenne e l'installazione di due trasmettitori ad alternatore Joly-Arco da 400 kW, che potevano funzionare in parallelo, fornendo una potenza di uscita di 800 kW. Questi erano tra i più grandi trasmettitori ad alternatore mai costruiti: avevano rotori del diametro di 1,65 metri e pesanti 7 tonnellate, che ruotava a 1500 giri al minuto. I 240 denti (poli magnetici) del rotore generavano 1200 ampere di corrente alternata a 450 volt in frequenza 6 kHz, che veniva poi "passata" in due trasformatori duplicatori di frequenza "a cascata", così da applicare all'antenna una frequenza standard di 24 kHz. I trasformatori duplicatori, sebbene caratterizzati da grande efficienza, sviluppavano molto calore e dovettero quindi essere equipaggiati con un potente sistema di raffreddamento ad olio. In aggiunta, il sistema comprendeva altri trasformatori duplicatori e triplicatori commutabili, che consentivano al trasmettitore di funzionare su una gamma di cinque frequenze: 12 kHz, 18 kHz, 24 kHz, 36 kHz o 48 kHz.
A riprova della strategicità delle antenne di Nauen, fu proprio questa stazione nel 1918 a ricevere la richiesta di resa trasmessa all'impero tedesco dal presidente USA Woodrow Wilson dal centro trasmittente di New Brunswick.
Dal 1918 al 1931 l'impianto appartenne alla Transradio, controllata della Telefunken, che lo sviluppò ulteriormente. Nel 1920 l'antenna principale "piatta", retta da due tralicci da 260 metri e quattro da 125 metri, era lunga 2.484 metri; abbinata alla grande potenza dei trasmettitori, raggiungeva una portata di ben 18.000 km. Vi era altresì un'antenna più piccola, retta da tre tralicci, collegata a un trasmettitore da 100 kW, che permetteva di operare su due frequenze contemporaneamente.
Il 29 settembre 1920 fu inaugurato il nuovo edificio centrale di controllo, in stile Art déco di carattere monumentale, progettato da Hermann Muthesius; alla cerimonia presenziò il presidente del Reich Friedrich Ebert.
Nel 1923 fu messo in opera l'ultimo apparato trasmittente a onde lunghe, dopodiché nel 1924 iniziò la posa dei trasmettitori a onde corte a tubi termoionici.

Il centro trasmittente nel 1931
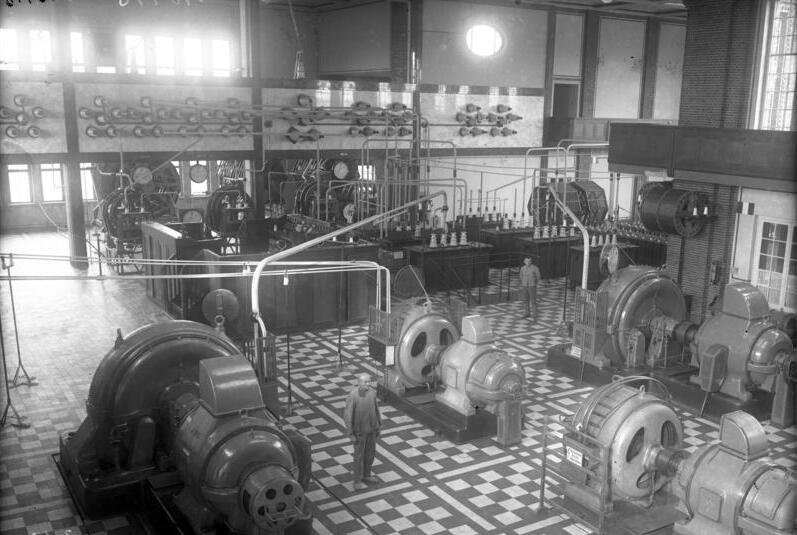
Sala alternatori: i due centrali sono gli impianti da 100 kW installati nel 1913, ai lati quelli da 400 kW attivati nel 1916. Sul retro sono visibili i raddoppiatori di frequenza e i circuiti LC
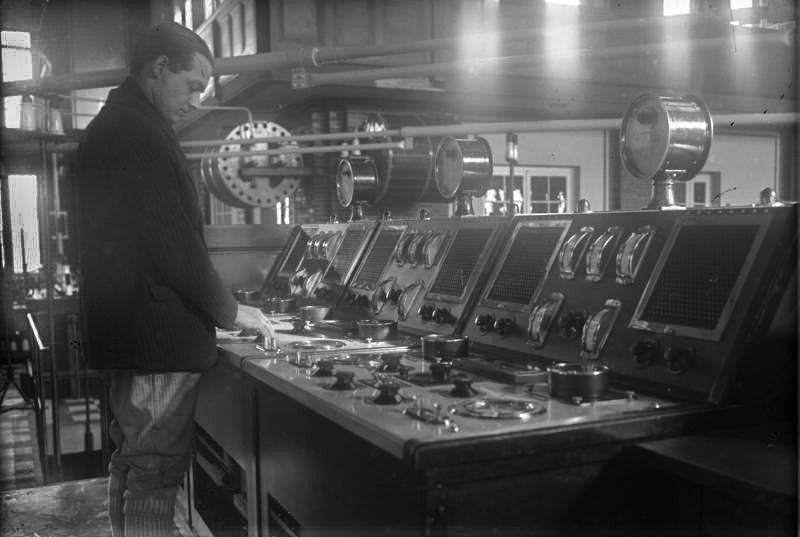
Sala di controllo degli alternatori
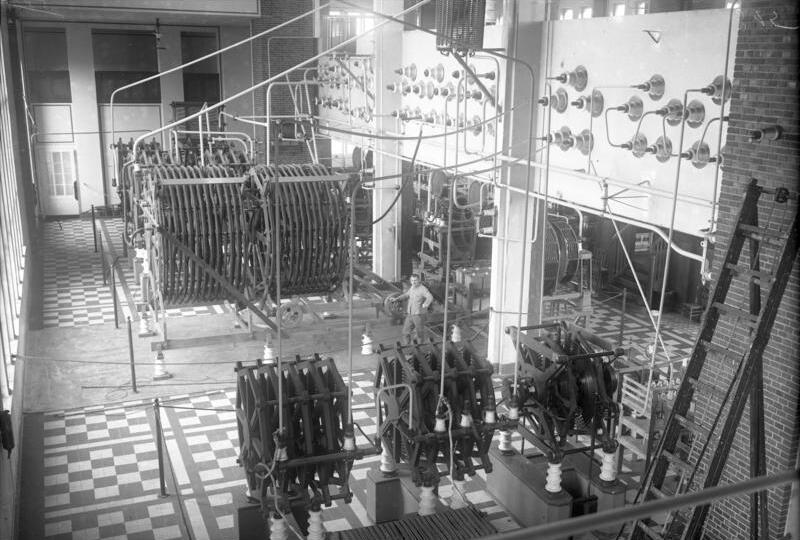
Sala di collegamento con le antenne: sono ben visibili le bobine di Pupin
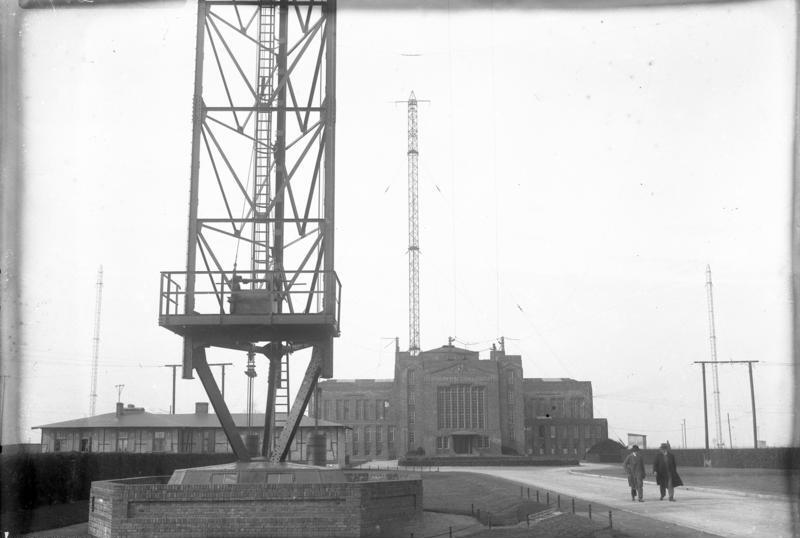
In primo piano il basamento di uno dei tralicci; sullo sfondo l'edificio centrale costruito nel 1920

Il 1º gennaio 1932 il centro trasmittente fu avocato al servizio postale (Reichspost). Durante la seconda guerra mondiale le antenne di Nauen servirono principalmente a trasmettere ordini e indicazioni agli U-Boot in missione, per i quali vennero reimpiegati i vecchi trasmettitori ad alternatore ad alta potenza, modernizzati nel 1937 e ottimizzati per trasmettere a bassissima frequenza (VLF), così da poter "penetrare" l’acqua di mare e raggiungere i sottomarini senza obbligarli ad emergere in superficie.
A dispetto del grande rilievo militare che rivestiva, il centro di Nauen non fu soggetto ad azioni d'attacco nemiche e al termine del conflitto era del tutto intatto.

### Dal secondo dopoguerra alla DDR
Nel maggio 1945 le truppe sovietiche raggiunsero Nauen e provvidero a disattivare l'impianto: le antenne furono fatte saltare in aria e le apparecchiature tecnologiche vennero rimosse, probabilmente per essere riutilizzate in URSS. Si salvò però dalla distruzione l'edificio di controllo centrale, che fu convertito in deposito di derrate alimentari, dal momento che i sovietici imposero il silenzio radio.
Nel 1955 il silenzio radio fu revocato e le autorità della Repubblica Democratica Tedesca riattivarono la stazione di Nauen, dotandola di trasmettitori a onde corte e 39 antenne romboidali; le prime trasmissioni avvennero in bassa frequenza, per le comunicazioni diplomatiche, dopodiché nel 1958 iniziarono le emissioni "in chiaro": veniva irradiato il programma plurilingue di Radio Berlin International destinato all'estero, unitamente al segnale orario Y3S/DIZ, a un bollettino meteorologico giornaliero e ai notiziari preparati dall'ADN.

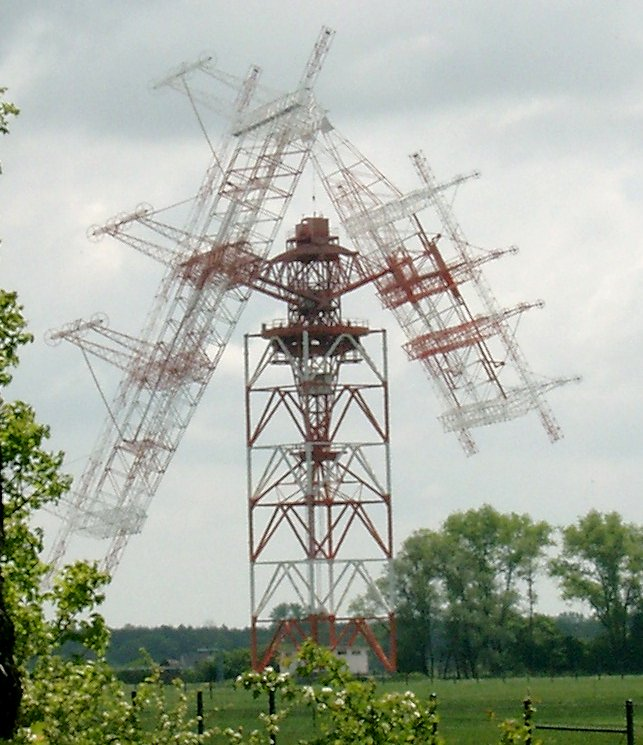
Antenna regolabile a onde corte installata nel 1964

Le imprese statali VEB Funkwerk Berlin Köpenick e VEB Industrieprojekte furono presto incaricate di potenziare il sistema di trasmissione: tra il 1959 e il 1989 furono installati 21 trasmettitori con potenza fino a 100 kW e 45 antenne pluridirezionali. Nel 1964, nei pressi di Fehrbellin, fu costruito un prototipo di antenna mobile: un traliccio alto 70 metri reggente due dipoli riflettenti del peso di 40 e 70 tonnellate, che poteva sia ruotare su sé stessa di 360°, sia essere regolata in inclinazione, così da adattarsi alle mutevoli condizioni di propagazione delle onde radio a seconda dei fenomeni ionosferici. Tale impianto (poi preservato in condizioni di funzionamento come testimonianza storica) operava su frequenze da 5,8 a 18,8 MHz, con un guadagno da 14,1 a 20,0 dB.
Tra il 1971 e il 1981 furono installati tre trasmettitori a onde corte da 500 kW, che alimentavano 23 antenne "a tenda" ad alto guadagno, posizionate per irradiare il segnale verso paesi ritenuti politicamente importanti. Essendo la seconda stazione radio più potente del blocco orientale (dopo quelle di Mosca), per tutto il periodo della guerra fredda Nauen era un centro strategico per la diffusione di propaganda comunista, sia verso occidente, sia verso gli altri paesi in orbita sovietica.
Le trasmissioni dei programmi della DDR cessarono il 3 ottobre 1990, allorché le frequenze (nel quadro della riunificazione tedesca) vennero rilevate dalla Deutsche Welle. Nel 1991 l'impianto di Nauen venne affidato alle poste e depotenziato, con lo spegnimento e lo smantellamento di parte delle antenne.

### Il trasmettitore nella Germania unita

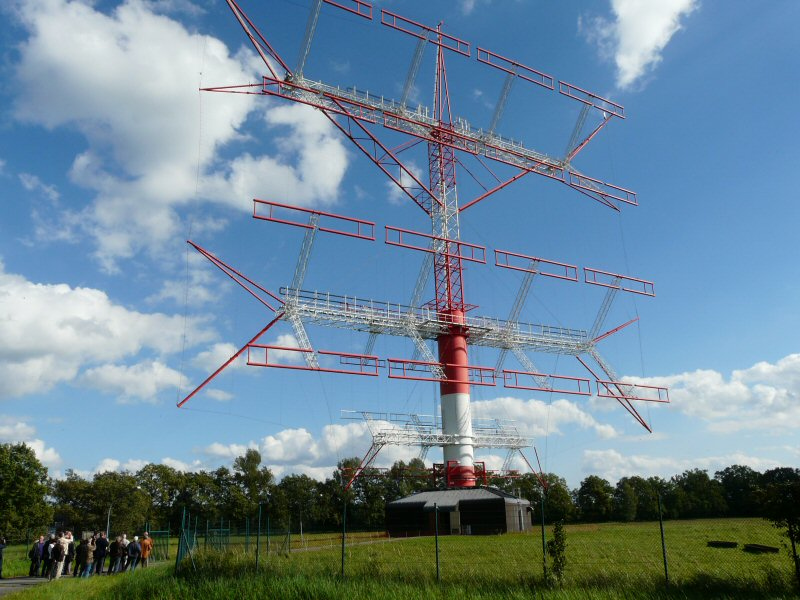
Una delle quattro antenne ALLISS di Nauen (2010)

Tra il 1995 e il 1997 vennero installate a Nauen quattro antenne girevoli a onde corte ALLISS costruite dalla Thomson Broadcast, allacciate a quattro trasmettitori da 500 kW prodotti da Telefunken Sendertechnik e completamente transistorizzati ad eccezione dello stadio di uscita. Tali antenne, grazie alla capacità di rotazione a 360°, sono omnidirezionali e due di esse hanno un guadagno commutabile a seconda della distanza dei target di trasmissione. L'impianto di Nauen ha così conosciuto una "nuova vita" come centro trasmittente "aperto", affittabile da varie emittenti europee ed extraeuropee per emissioni in onde corte ad alta potenza, tra le quali il programma in lingua italiana di Adventist World Radio.
All'atto della privatizzazione delle poste tedesche, i centri trasmittenti passarono alla newco Deutsche Telekom, che nel 2001 li affidarono alla divisione Media & Broadcast della controllata T-Systems. Il 1º giugno 2007 la T-Systems Media & Broadcast fu ceduta a terzi, diventando una società autonoma; sei mesi dopo, nel gennaio 2008, si fuse con la francese Télédiffusion de France (TDF), assumendo il marchio Media Broadcast.
Presso il centro di Nauen vengono anche effettuate sperimentazioni di rete 5G.

## Struttura
L'edificio centrale del 1920 presenta una sobria architettura dalle forme squadrate; il colore nero si deve al rivestimento in Clinker. Le finestre sono tutte incassate in nicchie e viste da lontano assomigliano ad antenne a traliccio. Il corpo di fabbrica centrale, più alto delle due ali laterali e delimitato da due "torri", termina superiormente con falsi timpani triangolari. Sopra le sette vetrate verticali dell'ingresso principale era originariamente collocata l'iscrizione Drahtloser Übersee-Verkehr (pressappoco "trasmissione senza fili transoceanica"), sovrastata da un bassorilievo ritraente due uomini che si stringono la mano.
L'interno è perlopiù occupato dalla grande sala apparati, estesa su circa 1000 m²: le ragguardevoli dimensioni permettevano di ospitare le voluminose apparecchiature un tempo necessarie per le trasmissioni. Quelle originarie, come detto, vennero asportate nel 1945 dalle truppe sovietiche, dopodiché a partire dal 1955 il governo tedesco-orientale vi implementò dei nuovi macchinari: col progresso della tecnologia, gli apparati sono stati progressivamente miniaturizzati, lasciando inutilizzata gran parte dell'edificio, che è stato quindi sfruttato come spazio di rappresentanza, per eventi o per allestire esposizioni a tema radiofonico.